# July (Marissa Nadler)
July è il sesto album in studio di Marissa Nadler, pubblicato nel Regno Unito il 10 febbraio 2014 dalla Bella Union e in Nord America dalla Sacred Bones Records.  L'album è stato registrato agli Avast Studios di Seattle e prodotto da Randall Dunn. Incontrando un'accoglienza ampiamente positiva, ha debuttato al numero 16 della classifica Billboard Folk Albums e al numero 14 della classifica Billboard Top Heatseekers Albums. PopMatters ha definito l'album un "trionfo" e "uno dei migliori album del 2014 finora", mentre Spin lo ha definito una "pubblicazione magistralmente composta". Noisey ha scritto che "il luglio buio è un viaggio lunatico attraverso incantesimi di calore e viaggi notturni... Il modo di scrivere tranquillo di Nadler e il suono etereo danno a luglio un suono che, a volte, è quasi sinistro".
Come il lavoro precedente di Nadler, l'album è acustico e fonde generi come l'indie folk e il dream pop, con Nadler che scrive le canzoni, canta e suona la chitarra. Secondo Nadler, le situazioni ideali per ascoltare l'album potrebbero essere "guidare su un'autostrada del Nebraska" o "qualche serata solitaria e ubriaca a New York a lume di candela". Oltre a Nadler, l'album comprendeva anche un certo numero di artisti ospiti che hanno registrato brani strumentali agli Avast Studios nel 2013. Phil Wandscher ha anche suonato la chitarra, con Jason Kardong alla pedal steel guitar. Eyvind Kang ha contribuito con archi e arrangiamenti di archi, mentre Steve Moore della band Earth ha contribuito con le tastiere.
Il primo singolo estratto dall'album, Dead City Emily, è stato pubblicato nel novembre 2013.

## Tracce
1. Drive – 5:36
2. 1923 – 5:39
3. Firecrackers – 4:38
4. We Are Coming Back – 2:51
5. Dead City Emily – 5:54
6. Was It a Dream – 3:56
7. I've Got Your Name – 2:29
8. Desire – 5:32
9. Anyone Else – 3:43
10. Holiday In – 3:33
11. Nothing in My Heart – 2:13